# Oblężenie Olsztyna
Oblężenie Olsztyna – oblężenie zamku w mieście Olsztyn w Małopolsce przez wojska habsburskie w grudniu 1587, zakończone porażką oblegających.
Po nieudanej próbie zdobycia Krakowa arcyksiążę Maksymilian Habsburg odstąpił od miasta, ruszył na północ i w połowie grudnia 1587 stanął pod murami zamku w Olsztynie, bronionego przez 80 żołnierzy pod dowództwem starosty olsztyńskiego Kaspra Karlińskiego oraz miejscową szlachtę. Jego siły liczyły około 4 tysięcy żołnierzy, ponadto towarzyszyli mu polscy zwolennicy. Kolejne szturmy zostały odparte, ostatecznie atakujący odstąpili od twierdzy. Według legendy Stanisław „Diabeł” Stadnicki najechał dobra Karlińskiego i porwał jego syna, by ten posłużył za żywą tarczę. Karliński miał jednak odrzucić propozycję poddania się i jako pierwszy zaczął strzelać do atakujących, zabijając także swojego syna.
W trakcie oblężenia zamek doznał uszkodzeń, których skutki z niewielkim powodzeniem usuwał kolejny starosta olsztyński, Joachim Ocieski.